# Symboliczny Cmentarz Ofiar Wielkiej Fatry
Symboliczny Cmentarz Ofiar Wielkiej Fatry – symboliczny cmentarz w Wielkiej Fatrze na Słowacji, upamiętniający ludzi, którzy zginęli w tym paśmie górskim. Znajduje się na szczycie jednej ze skał wapiennych w grzbiecie po zachodniej stronie Kráľovej skały (1377 m), a powyżej hotelu górskiego Kráľova studňa. Szczyt tej skały zwieńczony jest metalowym krzyżem, a na jej północnej ścianie zamontowano trzy tablice.
Symboliczne cmentarze ofiar gór to specyficzny, słowacki pomysł. Znajdują się praktycznie w każdym słowackim paśmie górskim. W Wielkiej Fatrze otwarto go 20 sierpnia 2011 roku. Na tablicy symbolicznego cmentarza ofiar Wielkiej Fatry jest 58 nazwisk ludzi, którzy zginęli w Wielkiej Fatrze od 1935 do 2019 roku. Napis na jednej z tablic głosi „Martwym na pamiątkę, żywym ku przestrodze" (w tłumaczeniu na język polski). Na liście umieszczono zmarłych w kolejności daty śmierci, bez podania jej przyczyny. Corocznie pod koniec października przy tym miejscu pamięci odbywają się uroczystości organizowane przez HZS (odpowiednik polskiego Ochotniczego Pogotowia Górskiego) i hotel Kráľova studňa.
W niewielkiej odległości na zachód od tego symbolicznego miejsca znajduje się duży pomnik bohaterów słowackiego powstania narodowego oraz ziemianka partyzantów z okresu II wojny światowej.

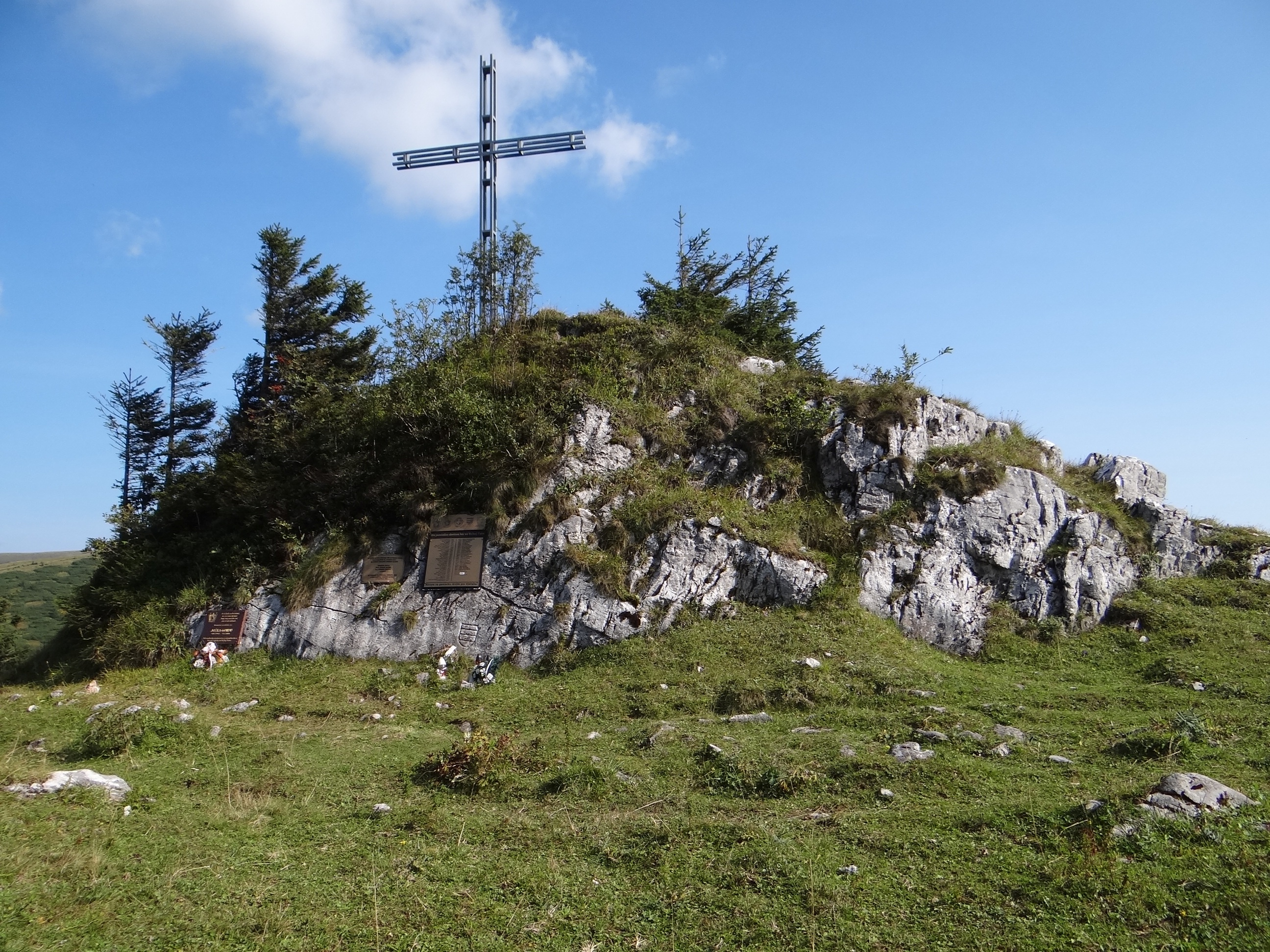
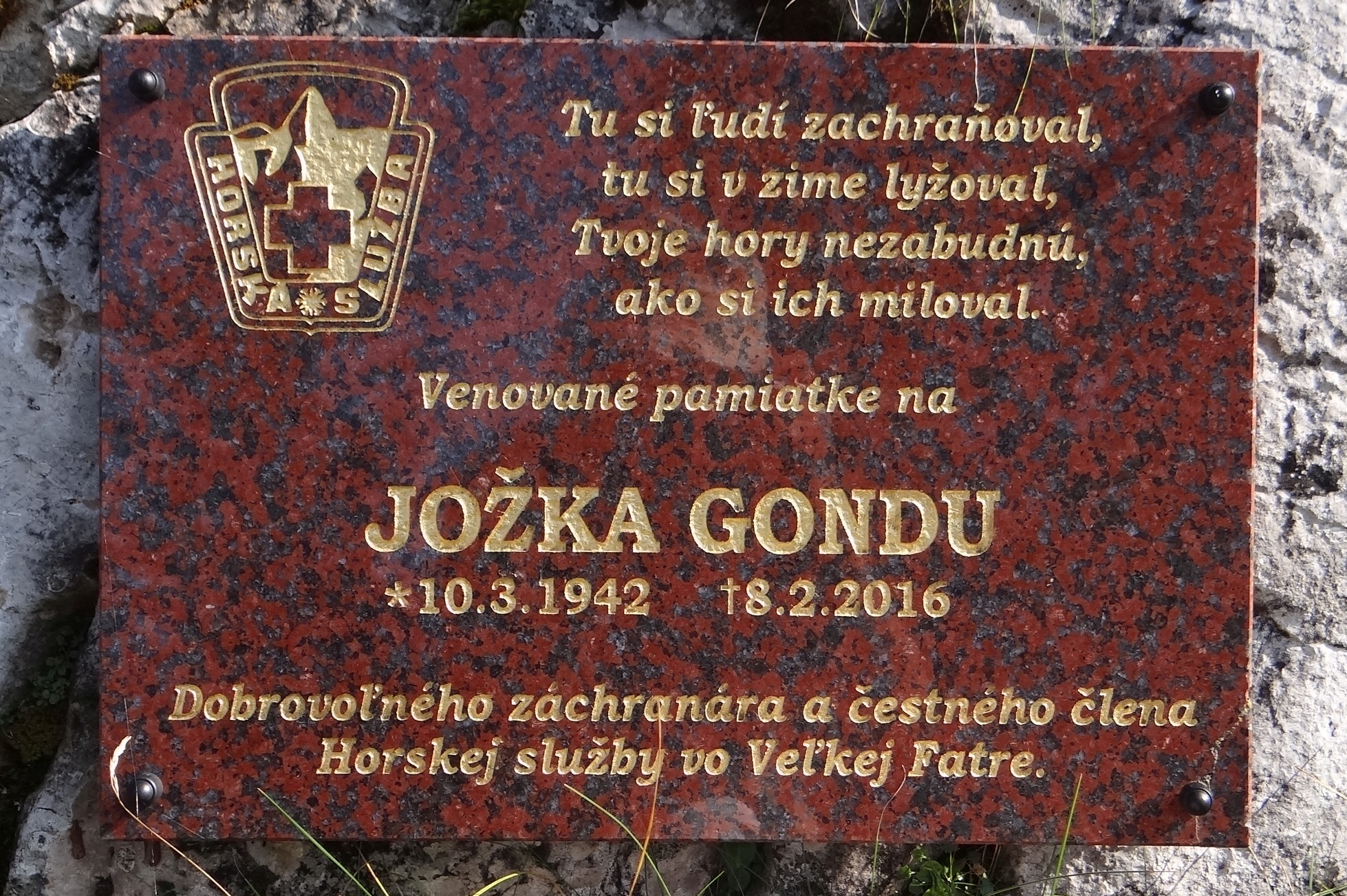
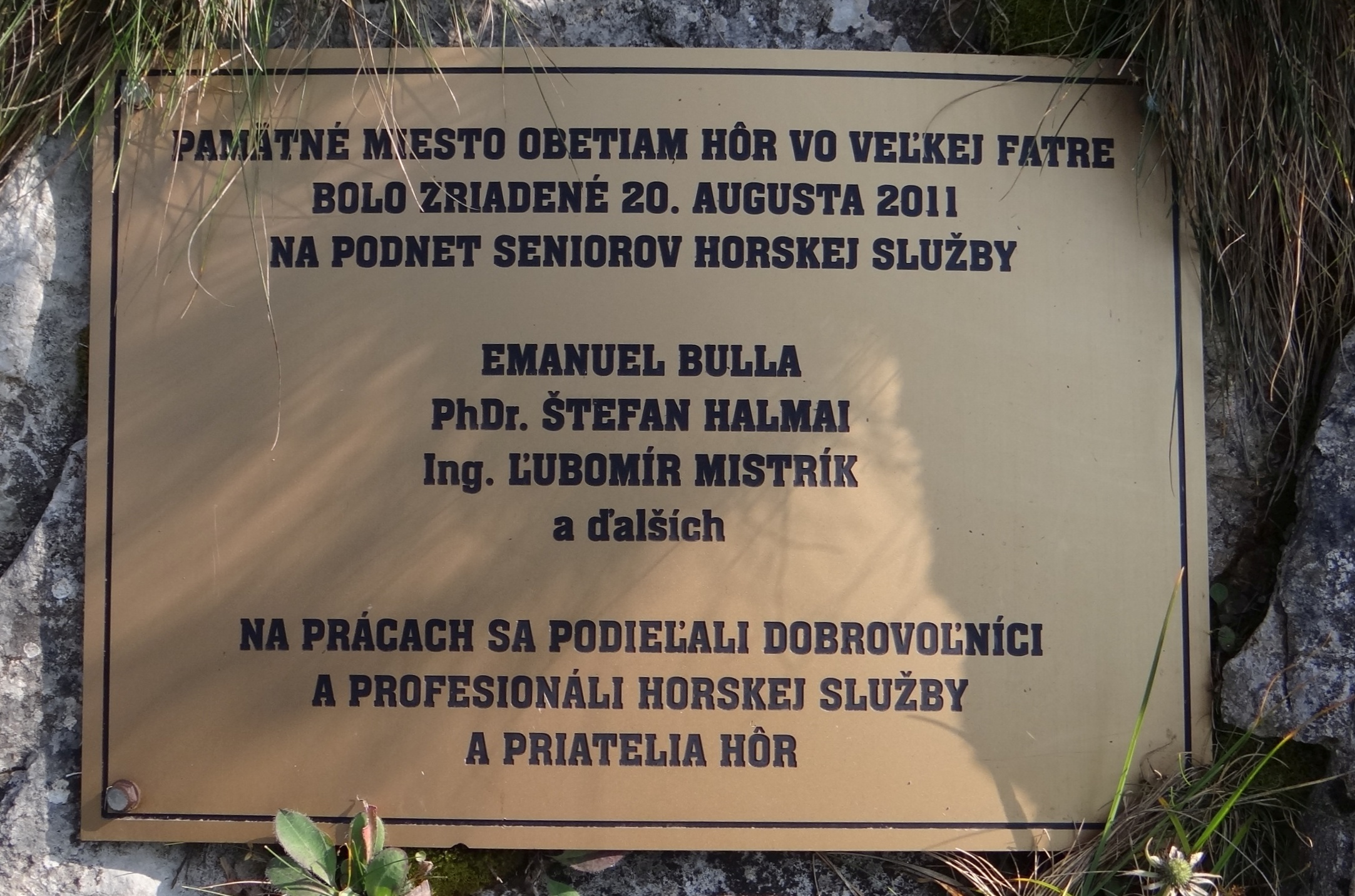
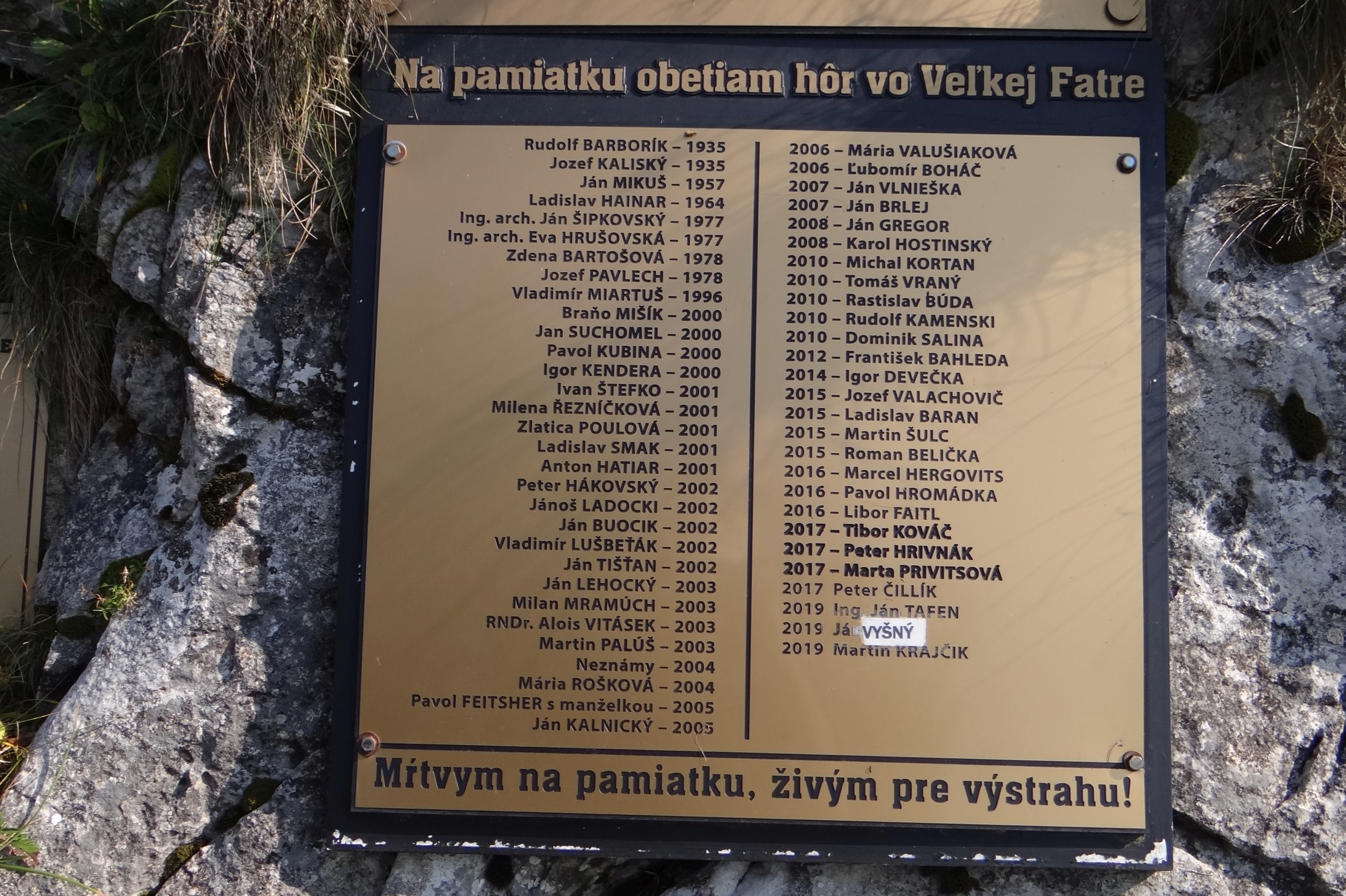
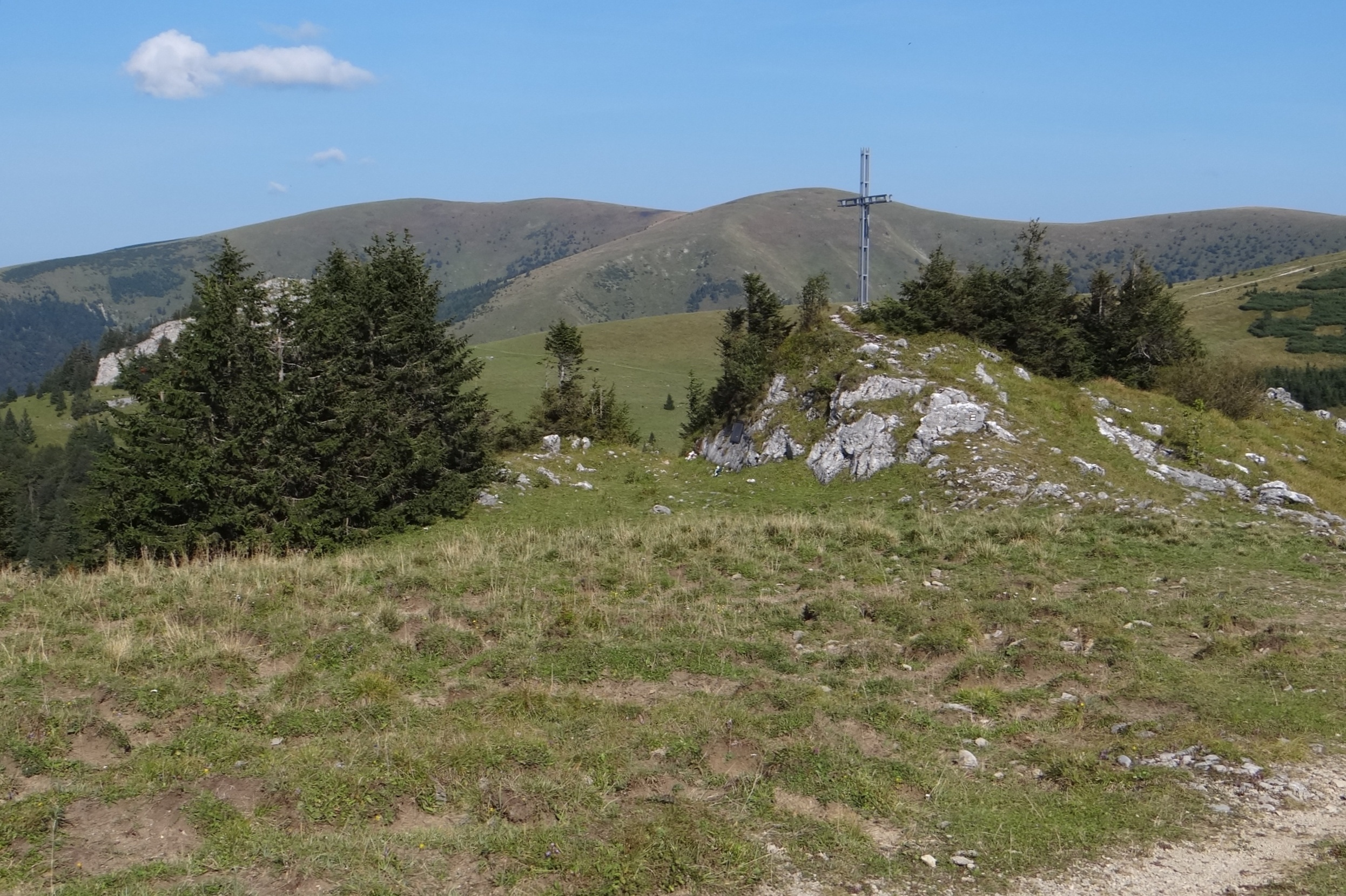